# Kebloran
Kebloran is een bestuurslaag in het regentschap Rembang van de provincie Midden-Java, Indonesië. Kebloran telt 2676 inwoners (volkstelling 2010).